# 菲利普·克拉伊諾維奇

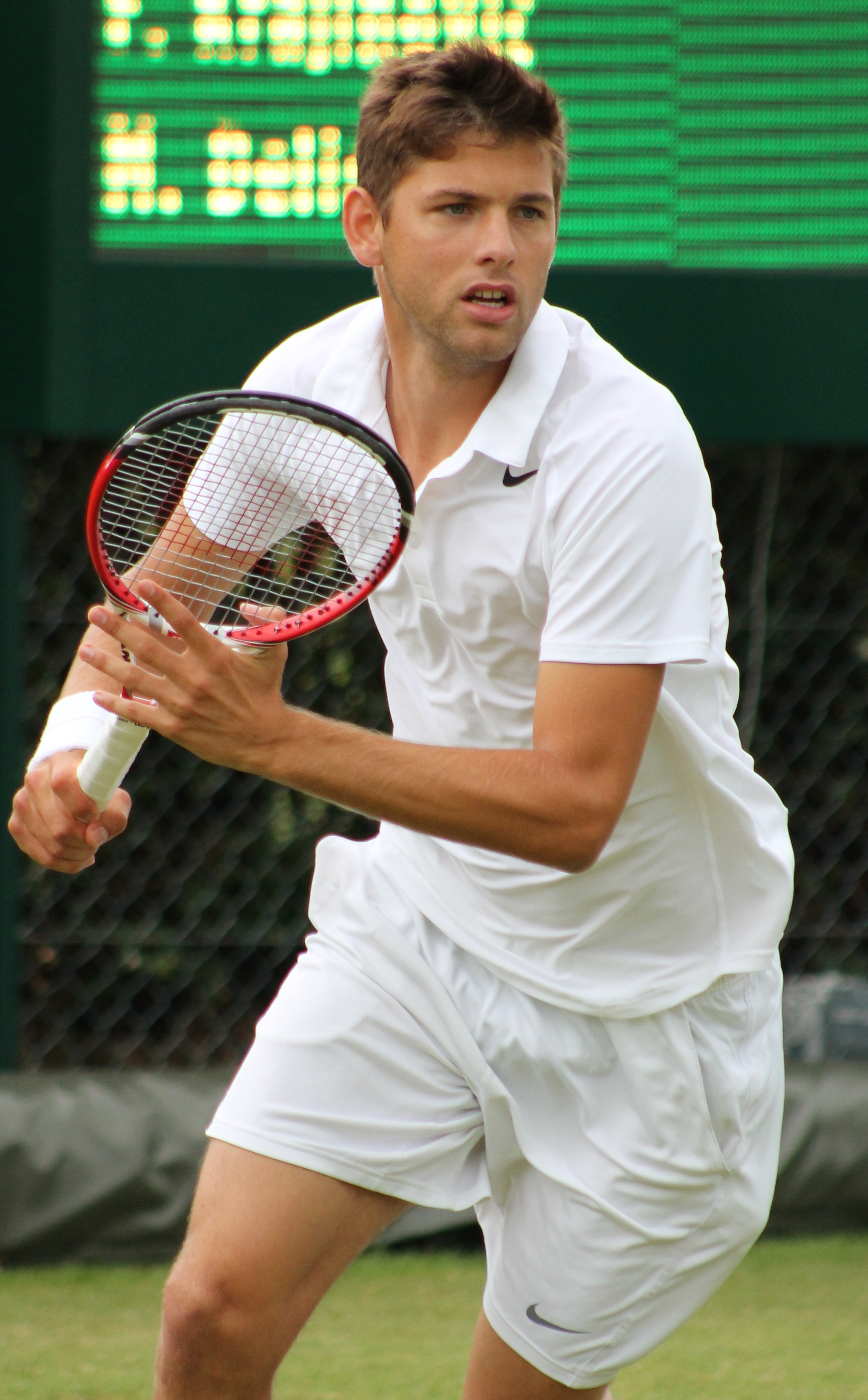
2014年

菲利普·克拉伊諾維奇（1992年2月27日—）是一位塞爾維亞網球運動員。2015年4月，他達到了自己的ATP單打排名新高的第86位。他從2009年開始參加ATP巡迴賽賽事。